# Луис и извънземните
„Луис и извънземните“ (на английски: Luis and the Aliens) е немска компютърна анимация от 2018 година по сценарий и режисура на братята Кристоф Лойнщайн и Волфганг Лойнщайн и е ко-режисиран от Шон Маккормак. Премиерата на филма е на 2 март 2018 г. на Люксембургския филмов фестивал, в Германия на 24 май 2018 г. и във Великобритания на 24 август 2018 г.

## В България
В България филмът излиза по кината на 26 октомври 2018 г. от „Про Филмс“. Излъчва се многократно по „Би Ти Ви Комеди“, „Виваком Арена“ и „Супертуунс“.

## Синхронен дублаж
| Роля               | Изпълнител |
| ------------------ | --- |
| Луис               | Мартин Кончев |
| Мог                | Живко Джуранов |
| Наг                | Сотир Мелев |
| Уабо               | Виктор Иванов |
| Татко Армин        | Константин Лунгов |
| Дженифър           | Ивет Лазарова |
| Марлин             | Павел Петков |
| Директора Готвача  | Петър Върбанов |
| Госпожа Уинтър     | Лина Шишкова |
| Господин Уинтър    | Симеон Владов |
| Бил                | Александър Митрев |
| Джил               | Дайяна Димитрова |
| Госпожа Дикендакър | Елисавета Господинова |
| Госпожа Хендерсън  | Цветослава Симеонова |
| Други гласове      | Лорина Камбурова Стефан Сърчаджиев-Съра Надежда Полякова Георги Стоянов Михаела Тюлева Цвети Пеняшки Мила Иванова Елена Грозданова Петър Калчев |